# Casino de Namur
Le casino de Namur (anciennement appelé Kursaal) est un établissement de jeux et loisirs avec hôtel de standing sis au pied de la citadelle et en bord de Meuse, à la sortie de Namur vers La Plante, en Belgique. Un bâtiment double de style Art déco est édifié au début du XXe siècle et inauguré en 1914. Détruit par un incendie en 1980, le bâtiment méridional est reconstruit et inauguré en 1986.

## Histoire

### Le Kursaal
Un premier Kursaal est établi en bord de Meuse, à proximité de la confluence, devant l'hospice d'Harscamp, en 1879, sur base des plans de l'architecte Joseph-Jean Naert, qui était l'un des architectes du (second) kursaal d'Ostende érigé quelques années auparavant. 
Ce bâtiment mixte, salle communale et maison de jeu, montre très vite ses limites, et quinze ans plus tard, l'architecte de la ville Frédéric Léanne est mandaté pour lui adjoindre des annexes.
Ceci ne suffit toujours pas, par ailleurs et par décision de la ville de Namur, il est demandé à l’architecte Georges Hobé de proposer les plans d’un nouveau « kursaal » à construire sur un autre site, avenue Baron de Moreau, toujours en bord de Meuse, mais à proximité du pont de Jambes et de la Citadelle que l'architecte a également été chargé d'aménager à la suite de sa démilitarisation. 
Un avant-projet de 1907 est refusé car trop onéreux : la ville a prévu un budget de 650 000 francs, Hobé présente un projet de 1.031.139,89 francs non compris ses honoraires. Le second projet est approuvé en 1910. Des modifications ultérieures y seront apportées. Mais les travaux commencent presque aussitôt. On ne tarde pas à raser l'ancien kursaal en 1911 car il doit faire place à une nouvelle voirie. Le nouveau kursaal sera inauguré le 2 août 1914, deux jours avant l'invasion de la Belgique par l'armée allemande.
Consistant en deux bâtiments séparés mais reliés l’un à l’autre par une galerie couverte traversant un jardin intérieur, l’ensemble fait partie d’un plus vaste et ambitieux projet de la ville de Namur, qui, au début du XXe siècle, entreprend de grands travaux pour réaménager les bords des Meuse et Sambre, en y intégrant le site de la citadelle. Le tout ayant pour but de faire de Namur une ville de villégiature.
Haut lieu de la vie de détente et loisirs des Namurois entre les deux guerres mondiales il commence à s’adapter et se spécialiser dans les jeux d’argent peu avant la Seconde Guerre mondiale, lorsque les adeptes d'autres divertissements (sports, cinéma) aménagent ailleurs leurs installations propres.
Une sculpture monumentale en pierre de France intitulée « Sambre et Meuse », destinée à décorer l’arcade centrale du théâtre d’eau du casino de Namur, est inaugurée le 3 juillet 1954.
En 1980, le bâtiment méridional (dit Bâtiment ‘B ’) est détruit dans un incendie. Il est reconstruit en plus grand, dans un style différent et plus contemporain par l'architecte Georges Housiaux (qui avait également construit le nouveau collège Notre-Dame de la Paix à Erpent en 1971). Par la même occasion le jardin intérieur avec galerie qui joignait les deux bâtiments est remplacé par un bâtiment intermédiaire qui fait office de hall d'entrée. Le tout ne fait plus qu’un seul édifice, la partie méridionale (reconstruite) étant occupée par une institution hôtelière indépendante mais ayant accès direct au casino : l’hôtel Beauregard. Pendant les travaux, la statue "Sambre et Meuse" a été déplacée sans jamais retrouver sa place, la ville de Namur ayant décidé de ne pas procéder à la reconstruction du théâtre d’eau. En 1985, l’auteur retrouve sa statue dans le jardin privé du père de l’entrepreneur chargé par la ville des travaux de réfection du casino après l’incendie et s'ensuivit une longue bataille juridique où la Cour de Cassation a conclu à une violation grave du droit au respect de l’œuvre concernée du fait qui celle-ci avait été « brisée, réparée au mépris des règles de l’art, enduite de peinture et retirée de la vue du public pour servir de statue d’agrément à un particulier ».
Les salles de jeux se trouvent dans la partie reconstruite et inaugurée en 1986. L'entrée côté Meuse est abandonnée début des années 2000 au profit de la seule entrée côté citadelle (pour l'hôtel et la salle de jeux) alors qu'il est également possible d'accéder l'extrémité côté ville à une salle qui sera successivement discothèque, thé dansant puis restaurant.
Des vitraux figuratifs de Bernard Tirtiaux sont placés dans le Casino en 1986 et en 1994.
Début 2023, une nouvelle aile de 6 000 m2 hébergeant un hôtel Mercure et un restaurant est inaugurée. Elle s'enroule autour de l'aile reconstruite dans les années 1980 (qu'elle intègre), là ou un petit parc se trouvait précédemment. Le casino se redéfinit en centre de villégiature moderne et devient le Circus Casino Resort,. Le hall d'entrée quitte le maillon central pour être relocalisée dans la nouvelle aile. Le parking côté ville est doublé d'un niveau souterrain afin d'offrir suffisamment d'emplacements pour les nouvelles capacités du bâtiment. 

### 1983 - 2003: Fraudes et infractions à la lois sur les jeux de hasard
En mars 2004, une descente de police dans les bureaux du casino fait éclater au grand jour une mécanisme de fraude massive assortie de corruption du chef des gestionnaires de casino ayant perduré depuis près de vingt ans.
Chaque soir, lors du comptage de la recette (en présence d'agents du fisc vu l'important taux d'imposition appliqué aux salles de jeux), une partie de la recette était prélevée par les gestionnaires du casino, une partie de ces prélèvements étant utilisée pour s'assurer du silence de tous ceux qui étaient au courant de cette fraude (employés, fonctionnaires...). D'autres ayant plus simplement leur table toujours gracieusement offerte au restaurant de l'établissement alors que l'engagement financier du gérant dans des clubs sportifs locaux provenait également de ces prélèvements. L'affaire met prématurément fin à la concession accordée par la ville, propriétaire du bâtiment.
Le verdict, rendu en mai 2014, confirme la culpabilité des gérants et de ceux qui ont été payés pour fermer les yeux. Entretemps, la casino a rouvert sous la houlette d'un nouveau concessionnaire,,.

### 19/02/2002: Cambriolage
Cette nuit là, à la fermeture des tables, une jeep défonce le hall du casino et poursuit jusqu'à la salle de jeu. Deux personnes cagoulées en surgissent. L'une tient le personnel en respect à l'aide d'armes à feu, l'autre vide le coffre d'environ 250 000 €. Ils repartent comme ils sont venus et changent de véhicule à quelques kilomètres, mais laissent suffisamment d'indices dans la voiture bélier pour être identifiés.

## Description
Le casino de Namur propose 250 machines à sous, une douzaine de tables de roulette et de blackjack, et des tables de poker. Le casino enregistre 200.000 visiteurs en 2022, ce qui en fait la première destination touristique de la ville.
Le casino possède également son propre restaurant avenue Baron de Moreau 1, B-5000 Namur.